# طربزون
طَرَبزُون (بالتركية: طربزون، Trabzon) مدينة تركية تقع في شمال شرق تركيا على ساحل البحر الأسود، تشكٌل مركز ولاية طربزون، وتقع على طريق الحرير التاريخي، تعتبر طربزون بوابة تجارية لإيران في جنوب شرق البلاد والقوقاز في الشمال الشرقي. يبلغ تعداد سكانها حوالي 816.684 نسمة  بحسب إحصائات معهد الإحصاء التركي في بداية عام 2022. معظم سكانها من الأتراك واليونانيين البنطيون. عمَّر المدينة تجار مَلاطيا في القرن الثامن ق.م. وسموها (Τραπεζοῦς-ترابيزوس)، وظلت هذه البلدة يونانية حتى احتلها الرومان سنة 65 ق.م.
وفي سنة 1461 أو بعدها بقليل استولى السلطان العثماني بايزيد الثاني على طربزون ونصِب ابنه سليماً (السلطان سليم الأول فيما بعد) حاكما (سنجق بك) على طربزون، وهناك رُزق سليم سنة 1495 بابنه سليمان الذي أصبح السلطان سليمان القانوني.
شكّلت مدينة طربزون الأساس للعديد من الولايات الأخرى بالإضافة إلى أنها كانت العاصمة للإمبراطورية الطربزونية وذلك في الفترة (1204-1461م). بفضل أهمية ميناء طربزون، كانت المدينة نقطة مركزية للتجارة بين الفرس والقوقاز في بداية العصر الحديث.

## أصل التسمية
الاسم التركي للمدينة هو:Trabzon . قديماً يعرف بـ Trebizond في اللغة الإنجليزية. في اللغة اللاتينية كانت مدينة طربزون تسمى Trabezus، وهي الاسم اللاتيني المقابل للكلمة Τραπεζοῦς في اللغة اليونانية القديمة وهو الاسم الأول للمدينة (Τραπεζοῦς: تعني طاولة في اللغة اليونانية القديمة). في اللغتين اليونانية البونتوسية واليونانية الحديثة تسمى مدينة طربزون بـΤραπεζούντα (Trapezounta). في اللغة التركية العثمانية واللغة الفارسية تكتب: طربزون. في الفترة العثمانية استخدم Tara Bozan أيضاً كإسم للمدينة حيث استخدمه بعض الجغرافيين الغربيين بدلاً من الاسم اللاتيني: Trebizond. تعرف في اللغة اللازية بـ ტამტრა (T'amt'ra) أو T'rap'uzani. في اللغة الجورجية تسمى: ტრაპიზონი (T'rap'izoni) وفي اللغة الأرمينية: Տրապիզոն Trapizon. كان الكاهن والرحالة الأرميني بيجيسكيان يطلق أسماء محلية مختلفة على مدينة طربزون تضمنت: Hurşidabat و Ozinis وذلك في القرن التاسع عشر. هناك أيضاً أسماء أخرى مقتبسة من الاسم الأصلي والتي لا تزال تستخدم عرضاً في الأدب الإنجليزي، هذه الأسماء تشمل الآتي:-
Trebizonde (فرنسية)، Trapezunt (ألمانية)، Trebisonda (إسبانيّة)، Trapesunta (إيطالية)، Trapisonda ، Tribisonde ، Terabesoun ، Trabesun ، Trabuzan ، Trabizond ، Tarabossan.

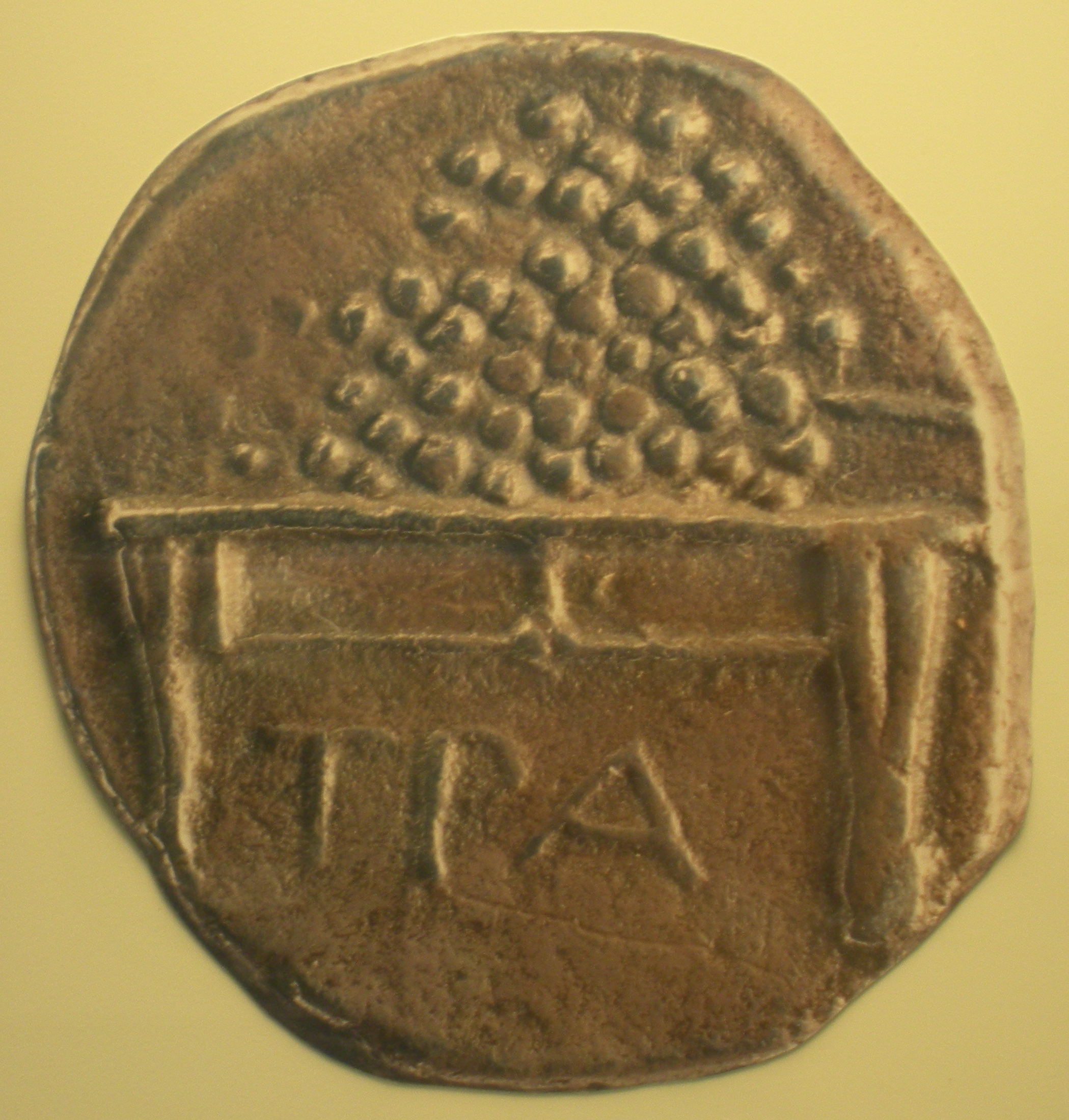
دراخما يوناني من القرن الرابع (ق.م).

الاسم التركي للمدينة هو طربزون. وتعرف تاريخياً تريبيزوند وترابيزوند وتريبيسوندي وترابيزوس. وفي اللاتينية طربزون كانت تسمى ترابيزوس، المحولة من اليونانية القديمة Τραπεζοῦς (نقحرة: ترابيزوس)، الاسم الأول من المدينة. (Τράπεζα يعني 'جدول' في 'اليونانية القديمة'؛ ولاحظ الجدول على العملة في الشكل). سواء في پنتوس اليونانية واليونانية الحديثة، فإنها يسمى Τραπεζούντα (ترابيزوندا). في التركية العثمانية والفارسية، تكتب (طربزون). واستخدمت ايضاً خلال العصر العثماني طارا بوزون. بعض الجغرافيين الغربيين استخدام هذا الاسم بدلاً من (تريبيزوند) اللاتينية. وفي اللغة اللازية ტამტრა (ط'امت'را) أو ط'راب'وزاني. in في اللغة الجورجية هو ტრაპიზონი(ط'راب'زوني)، وفي اللغة الأرمنية Տրապիզոն (طربزون). ودعا الكاهن الأرمني بيجيسكيان في القرن التاسع عشر المدينة بأسماء أخرى، بما فيها Hurşidabat وأوزينيس.

## التاريخ

### العصر الحديدي والعصور الكلاسيكية
كان الشمال الشرقي للأناضول المنطقة الأقدم ذات العلاقة مع مجموعة الكارتفيليانز، بما في ذلك ملكية العصر الحديدي للداياييهي (الجورجيون القدماء)، والتي عرفت فيما بعد بالمنطقة الأهم حضارياً للتاو كلارجيتي (جزء من تركيا منذ 1461م)، حيث تواجدوا في هذه المنطقة قبل الحثيين. اكتشفت مدينة طربزون في العصور القديمة وعرفت بΤραπεζοῦς (ترابيزوس) من قبل التجار الميليتوس (756 ق.م). وهي واحدة (من حوالي عشرة) من المستعمرات التجارية على طول شواطئ البحر الأسود. وتشمل سينوب وأبيدوس وكيزيكوس (في مضيق الدردنيل). مثل معظم المستعمرات اليونانية، كانت المدينة عبارة عن مقاطعة صغيرة ذات أسلوب حياة يوناني، ولم تكن إمبراطورية في حد ذاتها كما في المعنى الأوروبي الأخير للكلمة. افترض حدوث العمليات البنكية في بداية الأمر (تبادل الأموال) في المدينة وذلك بناءً على القطعة المعدنية الفضية لعملة الدراخما اليونانية الموجودة في المتحف البريطاني في لندن، حيث تعود هذه العملة لطرابزيوس.
كان ضمن شركاء طربزون في التجارة الموسينيشي. عندما كان الزينوفون والعشرة الآلاف مرتزقة يقاتلون للخروج من بلاد فارس كانت طربزون المدينة الأولى التي وصلوا إليها. في ذلك الوقت كانت المدينة والموسينيشي المحليين قد أقصوا من العاصمة الموسينيشيّة، حتى حدثت حرب أهلية. استطاعت قوة الزينوفون حل ذلك لمصلحة المتمردين وبالتالي لفائدة طربزون.
أضيفت المدينة لمملكة بونتوس عن طريق ميثريداتس السادس يوباتور وأصبحت الميناء الأساسي للأسطول البونتي.
عندما كانت المملكة ملحَقة لمقاطعة غلاطية الرومانية في 64-65، كان الأسطول قد أحيل أمره الى القادة الجدد، حيث تمت تسمية الأسطول كلاسيس بونتيكا. اكتسبت طربزون أهمية في فترة الحكم الروماني في القرن الأول وذلك لإمكانية الوصول إلى طرق تؤدي إلى ممر الزيجانا ومن ثم إلى الحدود الأرمينية أو وادي الفرات الأعلى. أنشئت طرق جديدة من بلاد فارس وبلاد ما بين النهرين خلال حكم فيسباسيان. في القرن التالي، قام الإمبراطور هادريان بالتفويض لعمل تحسينات لمنح المدينة ميناءً أكثر نظاماً. أصبح ميثريام الآن سرداب للكنيسة ودور باناجيا ثوسكيباستوس (كزلار ماناستيري) قرب كزلار، شرق الحصن وجنوب الميناء الحديث.
تأثرت طربزون كثيراً بحدثين في القرون التالية: عانت المدينة بسبب دعمها لبيسنيوس نيجر وذلك في الحرب الأهلية بينه وبين سيبتيميوس سيفيروس، وفي عام 258م نُهبت المدينة من قبل القوط، بالرغم من أنه قيل أنه تم الدفاع عنها بعشرة آلاف حامية زيادةً على العدد الأساسي للحاميات، بالإضافة إلى فرقتين كانت كجدارين للدفاع.
أقدم منطقة مرتبطة مع الجورجيين كانت شمال شرق الأناضول بما فيها المملكة من العصر الحديدي مملكة ديوي (الجورجيين المبكرين)، لاحقاً عرفت بالمنطقة الثقافية الهامة تاو كلارجتي (جزء من تركيا منذ 1461)، حيث أنها مؤرخة قبل الحثيين في وقت لاحق.

### الفترة البيزنطية وإمبراطورية طربزون

#### العهد البيزنطي
بالرغم من أن طربزون أعيد بناؤها بعد أن نهبت من قبل القوط في عام 258م، لم تستطع التعافي سريعاً. فقط في إقليم دقلديانوس يظهر نقش كتلميح لاستعادة المدينة. كان بإمكان أميانوس مارسيلينوس فقط أن يكتب عن طربزون «أنها مدينة ليست غامضة». كانت المسيحية قد وصلت إلى طربزون في القرن الثالث. في خلال فترة سيادة إقليم دقلديانوس حدث مقتل إوجينيوس ومساعديه كانديدياس وفاليريان وأكويلا. وفي الوقت الذي جاء فيه جستنيان اُستُخدمت المدينة كقاعدة مهمة لحروبه الفارسية، كما يلاحِظ ميلر أن صورة الجنرال بيليساريوس «زخرفت كنيسة شارع بازيل زخرفة طويلة». أحيا النقش الموجود فوق البوابة الشرقية للمدينة ذكرى إعادة إعمار الجدران المدنية بعد حدوث زلزال وذلك على حساب جستنيان. في فترة ما قبل القرن السابع أعيد بناء جامعة المدينة (بانديداكتيريان) بمنهاج كوادريفيام الدراسي. جذبت الجامعة طلابًا ليس فقط من الإمبراطورية البيزنطية، ولكن من الإمبراطورية الأرمينية أيضاً.
استعادت المدينة أهميتها عندما أصبحت مقر الحديث عن تشالديا. استفادت مدينة طربزون أيضاً عندما استعاد مسار التجارة أهميته في القرن الثامن وحتى القرن العاشر، أشار المؤلفون المسلمون في القرن العاشر أن التجار المسلمين كانوا يترددون على مدينة طربزون؛ كونها المصدر الرئيسي لنقل الحرير البيزنطي عن طريق السفن للبلدان الشرقية المسلمة. كانت الجمهوريات البحرية الإيطالية مثل جمهورية فينيسيا (البندقية) وبالأخص جمهورية جنوة نشطة في التجارة عن طريق البحر الأسود لقرون، مستخدمين طربزون كميناء بحري لتجارة السلع بين أوروبا وآسيا. توقفت بعض قوافل طريق الحرير التي تحمل السلع من آسيا في ميناء طربزون، حيث اشترى التجار الأوروبيون هذه السلع من ميناء طربزون وقاموا بنقلها إلى موانئ المدن الأوروبية الأخرى عن طريق السفن. أضافت هذه التجارة مصدر دخل للولاية وذلك في شكل رسوم جمركية أو ما كان يعرف بكوميركياروي (kommerkiaroi)، حيث كانت تجبى من السلع المباعة في طربزون. حمى اليونانيون مسارات التجارة الساحلية والداخلية بشبكة شاسعة من الحصون الحامية.
بعد هزيمة البيزنطيين في معركة مانزكيرت (Manzikert) عام 1071م، أصبحت طربزون تحت حكم السلاجقة. هذا الحكم أثبت حدوث نقلة وذلك عندما قام الجندي الخبير والارستقراطي المحلي ثيودور غابراس بالسيطرة على المدينة من الغزاة التركيين، واعتبرت تركيا، كما قالت آنا كومنينا: «كغنيمة وقعت في أرضه»، وقام بحكمها كمملكته الخاصة. تاكيداً على كلام كومنينا، قام سيمون بيندال بالتعرف على مجموعة من العملات المعدنية النادرة والتي يؤمن بأنها سُكت بواسطة جابراس وخلفائه. بالرغم من أنه قتل على يد الأتراك عام 1098م إلا أن بعضاً من أفراد عائلته استمروا في نظام الحكم دي فاكتو (de facto) المستقل حتى القرن التالي.

#### إمبراطورية طربزوند
قادت الحملة الصليبية (1202-1204م) ونهب القسطنطينية بواسطة الصليبيين اللاتينيين في إبريل عام 1204م إلى انحلال الإمبراطورية البيزنطية. قامت إمبراطورية طرابوزند في عام 1204م كإحدى الولايات اليونانية الثلاثة التي خلفت الإمبراطورية البيزنطية. كانت الولاية الأكثر صموداً من بين الولايات الثلاثة التي خلفت الإمبراطورية البيزنطية، حيث كانت تقع في الركن الشمالي الشرقي الأقصى من الأناضول. جغرافياً، تكوّنت إمبراطورية طرابوزند بقليل من شريط ضيق يمتد على طول الساحل الجنوبي للبحر الأسود، ولكن ليس أكثر امتداداً من جبال البونتيك في الأراضي الداخلية. ومع ذلك، جنت المدينة ثروة هائلة من الضرائب التي كانت تجبى من السلع المتاجر بها بين بلاد فارس وأوروبا عن طريق البحر الأسود. تسبب الحصار المغولي لبغداد عام 1258م لتحول قوافل تجارية أكثر باتجاه المدينة. كان التجار الجنويين وإلى حدٍ ما التجار الفينيسيّين يأتون بانتظام إلى طربزون. في عام 1306م قام الجنويون بشراء التحصين الساحلي (ليونكاسترون) لتأمين الجزء من تجارتهم الذي يمر بالبحر الأسود، وذلك غرب الميناء الشتوي مباشرة.
كان ماركو بولو أحد أشهر الشخصيات التي زارت المدينة، حيث أنهى رحلة عودته البرية في ميناء طربزوند وأبحر إلى موطنه فينيسيا (البندقية) مستخدماً سفينة؛ حيث عبر القسطنطينية (إسطنبول) في طريقه، والتي استعادها البيزنطيون في عام 1261م. قبل سنة واحدة من ذلك التاريخ (1260م) كان نيكولو ومافيو بولو (والد وعم ماركو بولو) يقطنان في القسطنطينية، ثم انتقلا إلى عاصمة الإمبراطورية اللاتينية. تنبأ نيكولو مافيو بولو بحدوث تغيير سياسي، مما أدى بهم هذا التنبؤ إلى تحويل ممتلكاتهم إلى مجوهرات والانتقال إلى مكان بعيد. برهن هذا القرار على حكمتهم، حيث تم استرداد القسطنطينية عام 1261م بواسطة مايكل الثامن باليولوغوس حاكم الإمبراطورية النيقيّة وقام فوراً بحرق الجزء الفينيسي من المدينة وأعاد تأسيس الإمبراطورية البيزنطية. كان المواطنون الفينيسيون في القسطنطينية كفيفين، في حين أن معظم الذين تمكنوا من الهروب هلكوا على متن السفن المحملة حمولة زائدة باللاجئين والتي كانت تحاول الهروب إلى مستعمرات فينيسيّة أخرى في بحر ايجه.
بالإضافة إلى البضائع القادمة من بلاد الفرس، نقل التجار الإيطاليين القصص عن مدينة طربزون إلى غرب أوروبا. لعِبت طربزوند دور أسطوري في الأدب الأوروبي في العصور الوسطى الأخيرة وفي عصر النهضة. أعطى ميغيل دي سيرفانتيس وفرانسوا رابلايس الرغبة للأبطال في الاستحواذ على المدينة. إضافةً للأدب، أثّر التاريخ الأسطوري للمدينة في خلق العروض المسرحية والأوبرا والتنظيمات الموسيقية خلال القرون التالية.
لعِبت المدينة دوراً أيضاً في عصر النهضة المبكر، خصوصاً تحت رعاية أليكسيوس الثاني لطربزوند وحفيده أليكسيوس الثالث. في عام 1310م وبعد حدوث حريق عظيم في المدينة أعيد تأسيس الجامعة المحطمة. قام غريغوري تشونيادس بفتح أكاديمية جديدة في علم الفلك وذلك كجزء من الجامعة والتي استضافت أفضل المراصد الفلكية خارج بلاد فارس. قام تشونيادس بإحضار أعمال شمس الدين البخاري ونصر الدين التوسي وعبد الرحمن الخازيني معه من مدينة تبريز، والتي تُرجمت إلى اليونانية. وجدت هذه الأعمال لاحقاً طريقها إلى غرب أوروبا إضافةً لآلة الاسطرلاب. عُرف المرصد الفلكي الذي قام ببنائه تشونيادس بدقته في توقعات خسوف الشمس، ولكن من المحتمل أنه اُستُخدم أكثر للأغراض الفلكية للإمبراطور و/أو الكنيسة.
بقيت القسطنطينية العاصمة البيزنطية إلى حين غزوها من قبل السلطان العثماني محمد الثاني في عام 1453م، والذي قام لاحقاً بغزو طربزون أيضاً بعد ثمانية سنوات في عام 1461م.
استمرت معاناة السكان المتبقين في المدينة بعد غزو العثمانيين عام 1461م لقرون عديدة، بعدد جوهري من السكان اليونانيين الأرثوذكسيين، والذي يرجع إليهم عادة كيونانيّين بونتيّين، استمروا في العيش في هذه المنطقة أثناء الحكم العثماني حتى عام 1923م عندما تم ترحيلهم إلى اليونان. لا يزال بضع آلاف من اليونانيين المسلمين يعيشون في المنطقة، معظمهم في منطقة كيكارا الجدلية إلى الجنوب الشرقي من طربزون. معظم المسلمين هم مسلمون سنيون، في حين أن هناك بعض المتحولين في المدينة، ومن المحتمل أن بعض المسيحيين المتخفين متواجدون في منطقة تونيا\جوموشين إلى الجنوب الغربي من المدينة. أيضاً بالمقارنة بمعظم المدن اليونانية في تركيا سابقاً هناك كمية كبيرة من تراث المدينة المعماري البيزنطي اليوناني لا يزال باقياً.
إمبراطورية طربزون كانت مملكة ازدهرت في القرون الثالث عشر والرابع عشر والخامس عشر، ضمت أقصى شمال شرق الأناضول وجنوب القرم. كانت الإمبراطورية واحدة من ثلاث إمبراطوريات تكونت بعد سقوط الإمبراطورية البيزنطية إثر الحملة الصليبية الرابعة، المملكتين الأخرتين كانتا إمبراطورية نيقية وإمارة إبيروس البيزنطية. ظل أباطرة طربزون يدعون حقهم في العرش الإمبراطوري لعقود بعد إعادة النيقيين غزو القسطنطينية في 1261، وهو الحدث الذي أنهى تاريخ الإمبراطورية اللاتينية. سقطت إمبراطورية طربزون في 1461 عندما غزاها السلطان العثماني محمد الفاتح.

### العصر العثماني
قام آخر إمبراطور لطربزون والمدعى ديفيد بتسليم المدينة إلى سلطان الإمبراطورية العثمانية محمد الثاني في عام 1461م. أرسل محمد الثاني بعد توليه الحكم العديد من المستوطنين الأتراك للاستقرار في المدينة. لكن بقيت الأعراق القديمة للمجتمعات الأرمينية واللازيّة واليونانية. كان مجموع السكان الذكور البالغين الكلي طبقاً لكتب الضريبة العثمانية (ديفتيرليري تحرير وتعني كتب التحرير) هو 1,473 في عام 1523م. كان حوالي 85% منهم (1,252 ذكر بالغ) مسيحيين، و13% منهم (197 ذكر بالغ) أرمينيّين، و15% منهم (221 ذكر بالغ) مسلمين. ومع ذلك، بحلول نهاية القرن السابع عشر كان نسبة كبيرة منهم قد تحولوا إلى الإسلام وأصبحوا أتراكاً وذلك طبقاً لبحث البروفيسور خليل إنالجيك في كتب ضرائب الإمبراطورية العثمانية (ديفتيرليري تحرير). كانت طربزون مركز سنجق في الدولة اليونانية (1461-1514م) و (1520-1535م)، ودولة ارزينجان-بايبورت (1514-1517م)، ودولة الأناضول (1517-1520م)، وولاية أرضروم (1535-1598م). كانت طربزون عاصمة دولة طربزون العثمانية (1598-1867م) ولاحقاً عاصمة ولاية طربزون العثمانية (1867-1923م) في الجزء الشمالي الشرقي من الأناضول. في فترة مُلك السلطان بايزيد الثاني كان ابنه الأمير سليم (لاحقاً السلطان سليم الأول) السانكاكبي لطرابوزن، وكان ابن سليم الأول واسمه سليمان العظيم قد ولد في السادس من نوفمبر من عام 1494م. كانت الحكومة العثمانية عادة ما تقوم بتعيين التشيبني واللازبيز كإقطاعيّين إقليميّين. سُجل أيضاً أن بعض البوسنيّين قد تم تعيينهم بواسطة سبلايم بورت كإقطاعيّين إقليميّين في طربزون. كان القطاع الإداري في طربزون دائماً ما يرسلون قواتهم للحملات العثمانية في أوروبا خلال القرن السادس عشر والسابع عشر الميلادي. احتوت طربزون على طبقة تجار ثرية خلال الفترة العثمانية الأخيرة، كما تأثرت الأقلية المسيحية المحلية تأثراً جوهرياً في الجوانب الثقافية والاقتصادية والسياسية. أفتتح عدداً من القنصليات الأوربية في المدينة وذلك لأهميتها في التجارة الإقليميّة. أصبحت طربزون بحلول النصف الأول من القرن التاسع عشر الميناء الرئيسي للصادرات إلى بلاد الفرس. ومع ذلك، أدى افتتاح قناة السويس إلى تضاءل كبير في المكانة التجارية العالمية للمدينة. في العقود الأخيرة من القرن التاسع عشر شهدت المدينة بعض التغييرات السكانية. بدأ العديد من المسيحيّين بالهجرة من المناطق الأوسع إلى شبه جزيرة القرم وأوكرانيا الجنوبية، وذلك بحثاً عن أراضي زراعية أو عمل في إحدى المدن المزدهرة على طول السواحل الشمالية والسواحل الشرقية للبحر الأسود. في نفس الوقت، كان آلاف اللاجئين المسلمين من بلاد القوقاز قد وصلوا إلى المدينة.
كانت طربزون إضافة للقسطنطينية وسميرنا وسيلانيك إحدى المدن الأولى التي أدخلت فيها الثقافات الغربية والابتكارات التكنولوجيّة في الإمبراطورية العثمانية. في عام 1835م قام مجلس المفوضين الأمريكي للبعثات الأجنبية بفتح محطة بعثة طربزون والتي شغلت في الفترة من 1835 إلى 1859 ومن 1882 إلى 1892 على الأقل. أنشئت مئات المدارس خلال النصف الأول من القرن التاسع عشر، معطيةً الإقليم إحدى أعلى نسب معرفة القراءة والكتابة في الإمبراطورية. أنشئ مكتب بريد في المدينة عام 1845م. بُنيت مساجد وكنائس جديدة في النصف الثاني من القرن التاسع عشر، بالإضافة إلى مطابع عامة وخاصة، العديد من استوديوهات التصوير، وبنوك. تعود أقدم الصور لوسط المدينة للعقد 1860، وتصف هذه الصور واحد من آخر القوافل القادمة من بلاد الفرس حيث كانت هذه القوافل تتكون من سلاسل طويلة من الجمال.
يُعتقد أن ألفاً إلى ألفين أرميني قد قُتلو في ولاية طربزوند في المجازر الحميدية عام 1895م. لكن بالمقارنة بالمقاطعات العثمانية الأخرى كان هذا العدد أقل من ذلك، كان تأثيره في المجتمع الأرميني في المدينة كبيراً. قرر العديد من السكان الأرمينيين البارزين من بينهم علماء وموسيقيين ومصورين ورسامين بالهجرة إلى الإمبراطورية الروسية أو فرنسا. لم يتأثر عدد السكان اليونانيين في المدينة بالمذبحة نظراً لكثرتهم. ذُكرت أخبار المنطقة في العديد من الصحف الأوروبية وذلك لوجود عدد كبير من الأوروبيين الغربيين في المدينة. في المقابل، كانت هذه الصحف الغربية منتشرة بشكل كبير بين سكان المدينة.
خاف السلطان «بايزيد الثاني بن محمد الفاتح» من وقوع الشقاق بين الأمراء لاختلافهم في وجهات النظر وتباينهم في الآراء، فقام السلطان بايزيد بالتفريق بين أبنائه وعيّن «كركود» واليًا على إحدى الولايات البعيدة، و«أحمد» على أماسيا، وسليمًا على طربزون.
وتولّى سليم الأول إدارة سنجق طربزون وهو ما زال في ربيعه الحادي عشر، واستمر يديره بحزم ودراية طيلة 29 سنة، من عام 1481 حتى عام 1510، فعاصر الأيام الأولى لبروز السلالة الصفوية في إيران وأذربيجان، وأدرك أن نفوذ الصفويين المتوسع شيءً فشيئًا قد يُشكل خطرًا على الدولة العثمانية في المستقبل.
وخلال فترة حكم طربزون تزوّج سليم من السلطانة «عائشة حفصة خاتون» التي اختلف المؤرخون في تحديد أصلها ونسبها، وأنجب منها ولدًا ذكرًا هو «سليمان»، في 27 أبريل سنة 1495م، الموافق في أوّل شعبان سنة 900هـ.

### العصر الحديث
في عام 1901م كان الميناء قد زُود برافعات بواسطة ستوثرت وبيت من مدينة باث في إنجلترا. كانت المدينة الموقع الذي قامت عليه إحدى المعارك الرئيسية بين العثمانيين والقوات الروسية أثناء حملة طربزوند، وجزءاً من حملة القوقاز في الحرب العالمية الأولى. كلّف قصف القوات الروسية البحرية للمدينة عام 1915م حياة 1,300 مواطن. قام الجيش الروسي بالنزول عند أتينا وذلك إلى الشرق من رايز في 4 مارس عام 1916م. سقط لازيستان سانجاك في غضون يومين. ومع ذلك، تتطلب الجيش الروسي 40 يوماً للمتابعة غرباً والاستيلاء على المدينة في 15 إبريل، وذلك لمقاومة حرب العصابات الكثيف حول كيكارا والتي تبعد حوالي 50 كيلو متراً شرق طربزون. تسبب الإستيلاء على المدينة بواسطة جيش القوقاز الروسي تحت إمارة الدوك الكبير نيكولاس ونيكولاي يودينيتش بدمار هائل للمدينة. حظر الروسيون مساجد المسلمين، وأرغموا الأتراك والذين هم أكبر مجموعة عرقية في المدينة على مغادرتها. لكن في النهاية انسحب الجيش الروسي من المدينة ومن بقية الأناضول الشرقي والشمالي الشرقي عندما قامت الثورة الروسية عام 1917م.
أصبحت طربزون جزءاً من تركيا مرة أخرى، وذلك بعد حرب تركيا للاستقلال وإلغاء معاهدة سيفر (1920م) حيث استبدلت بمعاهدة لوزان (1923م). تمردت العديد من المجتمعات اليونانية البونتيّة المسيحية خلال الحرب في ولاية طربزوند ضد جيش مصطفى كمال الجديد، لكن عندما قدِم اليونانيون القوميّون لطربزون لإعلان الثورة لم يستقبلهم اليونانيين البونتيّين الذي يسكنون في المدينة بحفاوة. في نفس الوقت، احتج المسلمون في المدينة على اعتقال المسيحيين البارزين ورفضت حكومة طربزون إعطاء الأسلحة للتابع المخلص لمصطفى كمال توبال عثمان وذلك كونه مسؤولاً عن قتل عدد كبير في بونتس الغربية. أجبر عثمان على مغادرة المدينة بواسطة عمال الميناء التركي المسلحين.
كان عثمان ليقتل البرلماني علي شوكرو بي من طربزون وذلك لانتقاده حكومة مصطفى كمال القومية. كان علي شوكرو بي والذي درس في المملكة البريطانية وقاد أول حزب تركي معارض يُرى أنه بطل بين الناس في طربزون، في حين أن في جارتها جيرسون كان هناك تمثال لقتيله توبال عثمان.
مجهودات المؤيدين للعثمانيين والمعارضين للقومية كانت فقط سبباً في تأجيل المحتوم، وذلك لأن الحكومة القومية التركية واليونانية اتفقوا على تبادل قسري للسكان في يناير من عام 1923م. كان ضمن هذا التبادل أكثر من مئة ألف يوناني من طربزون والمناطق المجاورة المنتقلين إلى الولاية اليونانية الجديدة نسبياً وذلك مع سكان لونيا المسيحيين (يفوق عددهم المليون).
كانت عمليات النقل البحرية أثناء الحرب العالمية الثانية محدودة وذلك لأن البحر الأسود أصبح منطقة حرب مرة أخرى. بناءً على ذلك، لم تكن معظم المنتجات الصادرة المهمة - التبغ والبندق - قابلة للبيع، كما قلت مستويات المعيشة بشكل كبير.
كنتيجة للتقدم العام للدولة، استطاعت طربزون تحسين حياتها التجارية والاقتصادية. زاد وجود الطريق الساحلي السريع والميناء الجديد العلاقات التجارية مع وسط الأناضول، والتي قادت إلى بعض النمو. مع ذلك، كان التقدم بطيئاً مقارنة بالأجزاء الغربية والجنوبية الغربية من تركيا.
اشتهرت طربزون في أنحاء تركيا بسمكة الأنشوجة المسماة هامسي، والتي كانت الوجبة الرئيسية في العديد من المطاعم في المدينة. تضمنت بعض الصادرات الرئيسية من طربزون البندق والشاي.
لا تزال المدينة تضم مجتمع كبير من المسلمين المتحدثين باليونانية، معظمهم في الأصل من المناطق المجاورة لتونيا وأف. ومع ذلك فإن اللغة اليونانية البونتية (المعروفة بـ: رومياكا أو بونتياكا) يتحدث بها من هم من الأجيال القديمة أكثر.

## السكان
| السكان                                 | 2007    | 2008    | 2009    | 2010    | 2011    | 2012    |
| -------------------------------------- | ------- | ------- | ------- | ------- | ------- | ------- |
| المجموع                                | 740,569 | 748,982 | 765,127 | 763,714 | 757,353 | 757,898 |
| المدنيون                               | 396,646 | 390,797 | 408,103 | 415,652 |         |         |
| المصدر: ترك ستار (معهد الإحصاء التركي) |         |         |         |         |         |         |

تبلغ مساحة مقاطعة طربزون حوالي 4,685 كيلو متر مربع (1,809 ميل مربع) وتحدها مقاطعات ريزي وجيرسون وجوموشان. تشكل الهضاب نسبة 22.4% وتشكل التلال نسبة 77.6% من المساحة الكلية. تعبر جبال البونتيك خلال مقاطعة طربزون.
كانت طربزون نقطة مرجعية مهمة للملاحين في البحر الأسود في الظروف الجوية السيئة. لا يزال التعبير المشهور «طربزون تُفقد» مستخدماً بشكل كبير في اللغة الإيطالية لوصف الحالات التي يُفقد فيها الاتجاه. كانت الجمهوريات البحرية الإيطالية مثل فينيسيا وبالأخص جنوة نشطة في تجارة البحر الأسود لقرون عديدة. تحتوي طربزون على أربع بحيرات: أوزنغول، تشاكيرجول، سيرا، هالديزين. هناك العديد من المجاري المائية في طربزون لكن لا يوجد هناك أنهار.

## المناخ
| البيانات المناخية لـطرابزون                          | البيانات المناخية لـطرابزون | البيانات المناخية لـطرابزون | البيانات المناخية لـطرابزون | البيانات المناخية لـطرابزون | البيانات المناخية لـطرابزون | البيانات المناخية لـطرابزون | البيانات المناخية لـطرابزون | البيانات المناخية لـطرابزون | البيانات المناخية لـطرابزون | البيانات المناخية لـطرابزون | البيانات المناخية لـطرابزون | البيانات المناخية لـطرابزون | البيانات المناخية لـطرابزون |
| الشهر                                                | يناير                       | فبراير                      | مارس                        | أبريل                       | مايو                        | يونيو                       | يوليو                       | أغسطس                       | سبتمبر                      | أكتوبر                      | نوفمبر                      | ديسمبر                      | المعدل السنوي               |
| ---------------------------------------------------- | --------------------------- | --------------------------- | --------------------------- | --------------------------- | --------------------------- | --------------------------- | --------------------------- | --------------------------- | --------------------------- | --------------------------- | --------------------------- | --------------------------- | --------------------------- |
| الدرجة القصوى °م (°ف)                                | 25.2 (77.4)                 | 28.2 (82.8)                 | 35.2 (95.4)                 | 37.6 (99.7)                 | 37.8 (100.0)                | 35.9 (96.6)                 | 37.0 (98.6)                 | 34.8 (94.6)                 | 33.2 (91.8)                 | 32.7 (90.9)                 | 30.3 (86.5)                 | 26.4 (79.5)                 | 37.8 (100.0)                |
| متوسط درجة الحرارة الكبرى °م (°ف)                    | 10.9 (51.6)                 | 11.0 (51.8)                 | 12.1 (53.8)                 | 15.5 (59.9)                 | 19.1 (66.4)                 | 23.5 (74.3)                 | 26.2 (79.2)                 | 26.7 (80.1)                 | 23.8 (74.8)                 | 20.1 (68.2)                 | 16.5 (61.7)                 | 13.2 (55.8)                 | 18.2 (64.8)                 |
| المتوسط اليومي °م (°ف)                               | 7.4 (45.3)                  | 7.3 (45.1)                  | 8.6 (47.5)                  | 11.8 (53.2)                 | 16.0 (60.8)                 | 20.4 (68.7)                 | 23.2 (73.8)                 | 23.4 (74.1)                 | 20.3 (68.5)                 | 16.5 (61.7)                 | 12.7 (54.9)                 | 9.6 (49.3)                  | 14.8 (58.6)                 |
| متوسط درجة الحرارة الصغرى °م (°ف)                    | 4.7 (40.5)                  | 4.4 (39.9)                  | 5.5 (41.9)                  | 8.8 (47.8)                  | 12.9 (55.2)                 | 17.1 (62.8)                 | 20.1 (68.2)                 | 20.4 (68.7)                 | 17.3 (63.1)                 | 13.6 (56.5)                 | 9.8 (49.6)                  | 6.7 (44.1)                  | 11.8 (53.2)                 |
| أدنى درجة حرارة °م (°ف)                              | −6.0 (21.2)                 | −6.1 (21.0)                 | −5.0 (23.0)                 | −2.0 (28.4)                 | 5.4 (41.7)                  | 9.2 (48.6)                  | 13.5 (56.3)                 | 13.8 (56.8)                 | 8.5 (47.3)                  | 3.4 (38.1)                  | 0.6 (33.1)                  | −3.1 (26.4)                 | −6.1 (21.0)                 |
| الهطول مم (إنش)                                      | 73.3 (2.89)                 | 60.2 (2.37)                 | 59.1 (2.33)                 | 58.7 (2.31)                 | 51.8 (2.04)                 | 51.4 (2.02)                 | 34.7 (1.37)                 | 43.1 (1.70)                 | 76.1 (3.00)                 | 113.9 (4.48)                | 94.5 (3.72)                 | 82.0 (3.23)                 | 798.8 (31.46)               |
| متوسط الأيام الممطرة                                 | 13.2                        | 12.7                        | 14.2                        | 14.9                        | 13.5                        | 11.3                        | 8.3                         | 9.4                         | 11.8                        | 13.2                        | 12.4                        | 13.1                        | 148                         |
| متوسط الرطوبة النسبية (%)                            | 69                          | 69                          | 73                          | 75                          | 77                          | 75                          | 73                          | 73                          | 74                          | 73                          | 70                          | 68                          | 72                          |
| ساعات سطوع الشمس الشهرية                             | 83.7                        | 89.6                        | 105.4                       | 129.0                       | 176.7                       | 210.0                       | 179.8                       | 167.4                       | 150.0                       | 133.3                       | 108.0                       | 80.6                        | 1٬613٫5                     |
| المصدر #1: Devlet Meteoroloji İşleri Genel Müdürlüğü |                             |                             |                             |                             |                             |                             |                             |                             |                             |                             |                             |                             |                             |
| المصدر #2: Weatherbase                               |                             |                             |                             |                             |                             |                             |                             |                             |                             |                             |                             |                             |                             |

مناخ طربزون هو مناخ البحر الأسود مع هطول كثير. وطبقاً لتصنيف كوبن للمناخ فإن مناخ طربزون مناخ شبه استوائي رطب (تصنيف كوبن : Cfa)، الصيف دافئ ورطب، والحد الأعلى لمتوسط درجة الحرارة في شهر أغسطس هو 26.7 درجة مئوية (80 درجة فهرنهايت). الشتاء بارد ورطب، والحد الأدنى لمتوسط أقل درجة حرارة في شهر يناير حوالي 5 درجات مئوية (41 درجة فهرنهايت). الصيف في طربزون أكثر دفئاً من المناخ المحيطي، لكن التقلبات الطفيفة في درجة الحرارة تنقل تأثيرات كبيرة من البحر. كما هو الحال للمدن الرئيسية الأخرى على شواطئ البحر الأسود التركية، تقع طربزون إلى يمين الجبهة البحرية، حيث يسمح هذا بزيادة درجة الحرارة بمقدار 1 – 2 درجة مئوية مما يجعلها تدخل تحت تصنيف المناخ شبه الاستوائي. خلافاً لذلك، فإن نسبة 1 أو 2% فقط من المقاطعة يُصنف مناخها كمناخ شبه استوائي، الغالبية العظمى ذو مناخ محيطي (تصنيف كوبن: Cfb) متبوعاً بالمناخ القاري الرطب (تصنيف كوبن: Dfb)، وذلك بسبب الزيادة الفورية في الارتفاع التي تبدأ من السواحل، وهي خاصية مثالية لسواحل البحر الأسود في تركيا. ترى محطة الأرصاد الجوية في طربزون أن المناخ يميل إلى مناخ البحر المتوسط (تصنيف كوبن: Csa)، وذلك لمدة شهر واحد فقط في الصيف حيث تهطل الأمطار بمعدل أقل من 40 ملّيمتر مما يجعلها تفشل في الانضمام لتصنيف مناخ البحر المتوسط.
يكون الهطول أكثر غزارة في الشتاء والخريف ، مع انخفاض ملحوظ في الهطول في أشهر الصيف ، حالة المناخ المحلي في وسط المدينة يُقارن بها بقية الإقليم. تساقط الثلج شائع إلى حد ما في الشهور مابين ديسمبر ومارس ، يستمر هطول الثلج لأسبوع أو أسبوعين ، وقد يكون الهطول كثيفاً في بدايته.
درجة حرارة الماء دائماً باردة مثل بقية السواحل التركية المطلة على البحر الأسود ، لكن هناك تذبذب في درجات الحرارة على مدار السنة بين 8 درجات مئوية (46 درجة فهرنهايت) و 20 درجة مئوية (68 درجة فهرنهايت).
الاقتصاد
اعتبر البريطانيون ميناء طربزون أحد أهم الموانئ التركية المطلة على البحر الأسود وذلك ابتداءً من عام 1920م. كانت التجارة فيه إلى حد التجارة التي في تبريز والموصل. اعتباراً من عام 1911م ، وقّع البنك المركزي لجمهورية تركيا اتفاقية لتطوير ميناء المدينة. قام الروسيّون ببناء مرفأ عندما احتلوا المدينة. بنوا حاجز أمواج أيضاً ، وكانوا مسؤولين عن عمل رصيف بحري لجعل عملية حمل وتفريغ البضائع أسهل. أنتجت مدينة طربزون في عام 1920م الملابس الكتانية والزخارف الفضية والدباغة وكميات صغيرة من الصوف والحرير والقطن. صُدّر التبغ والبندق من طربزون. كان التبغ المنتج في طربزون يُطلق عليه بلاتانا طربزوند. وُصف التبغ بأنه يحتوي على أوراق كبيرة ولون مشرق. كانت طربزون معروفة بإنتاجها لحبوب سيئة الجودة والتي زُرع معظمها للإستخدام المحلي.
أنتجت طربزون الفاصوليا الخضراء البيضاء والتي بيعت في أوروبا. اعتباراً من 1920م كانت النوع الوحيد من الخضار الذي تم تصديره خارج المقاطعة. انتشرت تربية الدواجن في طربزون أيضاً. شوهد تربية دودة القز في المنطقة قبل عام 1914م. أنتجت المنطقة النحاس والفضة والزنك والحديد والمنغنيز. أحتفظ بالنحاس للإستخدام المحلي من قبل النحّاسين. توقف الإنتاج أثناء حروب البلقان وذلك لسوء التصدير وإمدادات الوقود.
الشعب
معظم السكان في طربزون حالياً أصولهم تركية. هناك أيضاً أحفاد مهاجيريس الشركس في المدينة ، إضافةً إلى عدد أقل من السكان اللازيّين واليونانيين المسلمين (متحدثي الروميكا) والأرمانيين (هيمشين). معظم الأتراك المحليين من أصل تشيبني تركمان. اللغة الرئيسية لهذه المجموعات العرقية هي التركية. جلبت الهجرات الحديثة منذ انحلال الاتحاد السوفييتي أعداد كبيرة من الروس واليوكرانين وأناس من القوقاز (معظمهم من جورجيا) إلى المدينة. كانت المتاجر والمرافق الروسية يمكن إيجادها في المدينة.
كانت اليونانية البونتية متحدث بها في الإقليم منذ العصور القديمة. تطورت اللهجة المحلية على طول خطوطها الخاصة وأصبحت اليوم مفهومة جزئياً لمتحدثي اليونانية الأساسية. تحدث بها اليونانيون الأرذثوكس متعددي الأعراق وذلك حتى عملية تبادل السكان. تقريباً كل متحدثي هذه اللغات المحلية من اليونانيين البونتيك هم الآن مسلمون. يتحدث مجتمع من حوالي 400 شخص لهجة مماثلة تماماً ، وهم أحفاد المسيحيين من وادي أوف والذي يعيشون الآن في قرية طربزوند الجديدة في اليونان والتي أصبحت اليوم جزءاً من كاتيريني في مقدونيا الوسطى.
يعيش شعب اللاز أيضاً في طربزون وهم البدائيين في هذه المنطقة. يعود تاريخ مختلف القرى اللازية داخل وخارج طربزون إلى وقت مبكر وذلك أثناء فترة حكم الملكة تمار (في اللغة الجورجية: თამარი، تترجم أيضاً إلى تمار أو ذمار؛ c.1160–18 January 1213) وذلك في مملكة جورجيا الموحدة حديثاً. أثناء حكم الملكة ، انتقلت مجموعات كبيرة من المهاجرين الجورجيين إلى طربزون حيث يمكنهم الاستمرار في الحفاظ على لغتهم الأم. كان يوجد المجتمع الأرميني هناك منذ وقت مبكر يعود إلى القرن السابع.
هاجرت الكثير من العوائل الأرمينيّة من أني إلى طربزون خلال القرن الثالث عشر والرابع عشر الميلادي. نشر روبرت دبليو إدواردز جزءاً من مذكرة تعود إلى بداية القرن الخامس عشر من السفير القشتالي الذي زار طربزون وقارن بين كنائس المجتمعات الأرمينيّة واليونانية. ذكر السفير أن الأرمينيّين – والذين لم يكونوا جيدين كاليونانيّين – لديهم عدد كبير من السكان يكفي للدعم في حالة وجود أسقف مقيم في المدينة. طبقاً لرونالد سي جينينغز - في أوائل القرن السادس عشر - شكل الأرمانيّون نسبة 13% من السكان في المدينة. في الوقت الحالي لايوجد مجتمع يتحدث اليونانية في طربزون.
لعب شعب تشيبني دوراً مهماً في تاريخ المنطقة الشرقية من البحر الأسود في القرن الثالث والرابع عشر ، وهم قبيلة من أوغوز الأتراك عاشوا في إقليم سالبازاري (وادي أجسار) في ولاية طربزون. كُتب القليل عن تحول هذه المنطقة إلى التركية. لايوجد أي سجلات تاريخية لأي مجموعات معتبرة تتحدث التركية في منطقة طربزون حتى أواخر القرن الخامس عشر ، باستثناء شعب تشيبني. متحدثي اليونانية الأصليين (وفي بعض الأقاليم متحدثي الأرمينية الأصليين) فرضوا بعض السمات من لغتهم الأم إلى اللغة التركية المتحدث بها في الإقليم. عمل هيث لوري دبليو مع خليل إينالجك على كتب الضريبة العثمانية (كتب التحرير) والذي يُعطي تفاصيل إحصائية سكانية عن مدينة طربزون والمناطق المجاورة أثناء العهد العثماني.
من المحتمل أن معظم سكان طربزون ورايز (ومستعمَرات يونانية قديمة أخرى في الإقليم البونتي) - باستثناء وقت موجات الهجرة لشعب تشيبني ترك - كانوا من قبائل القوقاز الأصلية (الكولتشيان واللاز) والذين كانوا جزئياً هيلينيّين دينياً ولغوياً. يؤكد مايكل ميكر على التشابه الحضاري (مثل: هيكلية القرية ، أنواع المنازل ، تقنيات الرعي) بين ساحل البحر الأسود الشرقي ومناطق القوقاز الحقيقيين.

## التعليم
تستضيف جامعة البحر الأسود التقنية في طربزون طلاب من جميع أنحاء تركيا خصوصاً من مناطق شرق الأناضول والبحر الأسود، بالإضافة إلى طلاب من الدول المتحدثة للتركية في آسيا الوسطى.
تاريخياً، كانت المدينة مركزاً للتعليم والثقافة اليونانية في الفترة من عام 1683 إلى 1921م، كانت هناك كلية للمعلمين عرفت باسم فرونتيستيريون طرابزوس، والتي وفرت قوة دفع أساسية للتوسع السريع في التعليم اليوناني في أنحاء المنطقة. لا يزال مبنى هذا المعهد يحتفظ بتمثال البونتيك اليوناني التذكاري والأكثر إثارة للإعجاب في المدينة، ويستضيف المعهد اليوم مدرسة الأناضول ليسيسي التركية.
جامعة البحر الأسود التقنية في طربزون تستضيف طلاب من جميع أنحاء تركيا، وخاصة من البحر الأسود ومناطق شرق الأناضول، وكذلك طلاب من الدول التركية في آسيا الوسطى.

### مدن متوأمة
| - أماصيا، تركيا - باطومي، جورجيا، منذ 2000 - دورتموند، ألمانيا، منذ 2013 - كووبيو، فنلندا، منذ 1977 - كاوناس، ليتوانيا، منذ 1987 - بورواكارتا، إندونيسيا منذ 2011 | - رشت، إيران، منذ 2000 - ريتشاو، الصين، منذ 1997 - سوتشي، روسيا، منذ 1993 - سيكتوار، هنغاريا، منذ 1998 - زنجان، إيران، منذ 2001 - شيكاغو، الولايات المتحدة، منذ 1997 |

## المعالم السياحية الرئيسية
لدى طربزون عدد من الأماكن التي تجذب السياحة، يعود تاريخ بعضاً منها إلى الوقت التي كانت تتواجد فيه الإمبراطوريات القديمة يوماً ما في المنطقة. يمكن للشخص أن يجد في المدينة ذاتها محور من المتاجر والأكشاك والمطاعم التي تحيط ميدان وسط المدينة والذي يحتوي على حديقة للشاي.
آيا صوفيا (بالتركية: Ayasofya Müzesi)‏ وهي كنيسة بيزنطية مذهلة، من المحتمل أنها أكثر الأماكن جذباً للسياحة في المدينة.
آثار قلعة طربزون يمكن أن تُرى في المدينة لكن لا يمكن زيارتها لأنها تقع في منطقة عسكرية. يُستخدم الجدار الخارجي للقلعة الآن كجدار خلفي للمبنى العسكري.
بُنيت فيلا أتاتورك كوشكو في عام 1890 بواسطة التجار اليونانيّين المحليّين. في عام 1924م بقي مصطفى كمال أتاتورك في الفيلا أثناء زيارته لطربزون. مكث هناك أيضاً في عام 1937م. تحتوي الفيلا على ‘غرف فترة من الزمان’ (وهي غرف تحتوي على أعمال فنية وصور تعود إلى مكان وزمان معين في الماضي وقد تعكس الطريقة التي عاش بها الناس في ذلك الزمان والمكان) وتقدم خدمتها كنصب تذكاري لذكرى الرئيس الأول والمؤسس لجمهورية تركيا.
منتزه بوزتيب: هو منتزه صغير وحديقة للشاي على التلال فوق طربزون والتي تحتوي على مشهد بانورامي للمدينة كلها تقريباً. تتصاعد التضاريس في طربزون بطريقة تجعل الرؤية بالرغم من انها فوق المباني بمسافة عالية إلا أنه لايزال بالإمكان مشاهدة انسياب السير وتحرك الناس حول المدينة.
أوزون سوكاك (المعنى في اللغة التركية: الشارع الطويل) واحد من أكثر الشوارع ازدحاماً في طربزون.
متحف طربزون: يقع في وسط المدينة ويقدم معارض شيقة عن تاريخ المنطقة، بما في ذلك المجموعات المثيرة للإعجاب للآثار البيزنطية.
منطقة بازار طربزون: تتيح فرص تسوق ممتعة في الشوارع القديمة الضيقة، امتداداً من شارع كوندوراسيلار من ميدان المدينة.
قصر كوستاك: يقع شمال زييتينليك بالقرب من أوزون سوكاك.
تتضمن الأماكن الأخرى في المدينة: مسجد الفاتح (كان في الأصل كنيسة باناجيا خريسوكيفالوس)، مسجد ييني كوما (كان في الأصل كنسية أجيوس يوجينيوس)، مسجد نقيب (كان في الأصل كنسية أجيوس أندرياس)، مسجد حوسنو كوكتوك (كان في الأصل كنيسة أجيوس إليفثيريوس)، مسجد إسكندر باشا، مسجد سيمرسيلر، مسجد كارسي، مسجد غلباهار خاتون، تيربي (بتكليف من السلطان سليم الأول)، كاليبارك (كان في الأصل ليونكاسترون).
الأماكن الجذابة الرئيسية في ولاية طربزون هي: دير سوميلا (أي دير بانجايا سوميلا)، وبحيرة أوزنغول. بُنيت الدير على الجانب شديد الانحدار للجبل والذي يطل على الغابات الخضراء في الأدنى ويبعد حوالي 50 كيلومتراً (31 ميلاً) جنوب المدينة. تشتهر بحيرة أوزنغول بجمالها الطبيعي ومناظرها المدهشة. تتضمن الأماكن المهمة الأخرى والتي تلقى اهتماماً في المنطقة الأوسع:-
دير كييماكلي: هي دير أرمينية سابقاً لـ ’كل المنقذين’.
دير كزلار: تعود لباناجيا ثوسكيباستوس.
دير كوستول: تعود لغريغوريوس بيريستريوتاس.
دير فازيلون: تعود لأجيوس سافاس (ماساتليك).
كنائس الكهوف: آجيا آنا (ليتل أيفاسل)، سوذا (شارع جون)، أجيوس ثيودوروس، أجيوس كونستانتينوس، أجيوس كريستوفوروس، أجيا كيرياكى، أجيوس ميشيل، وكنائس باناجيا تزيتا.

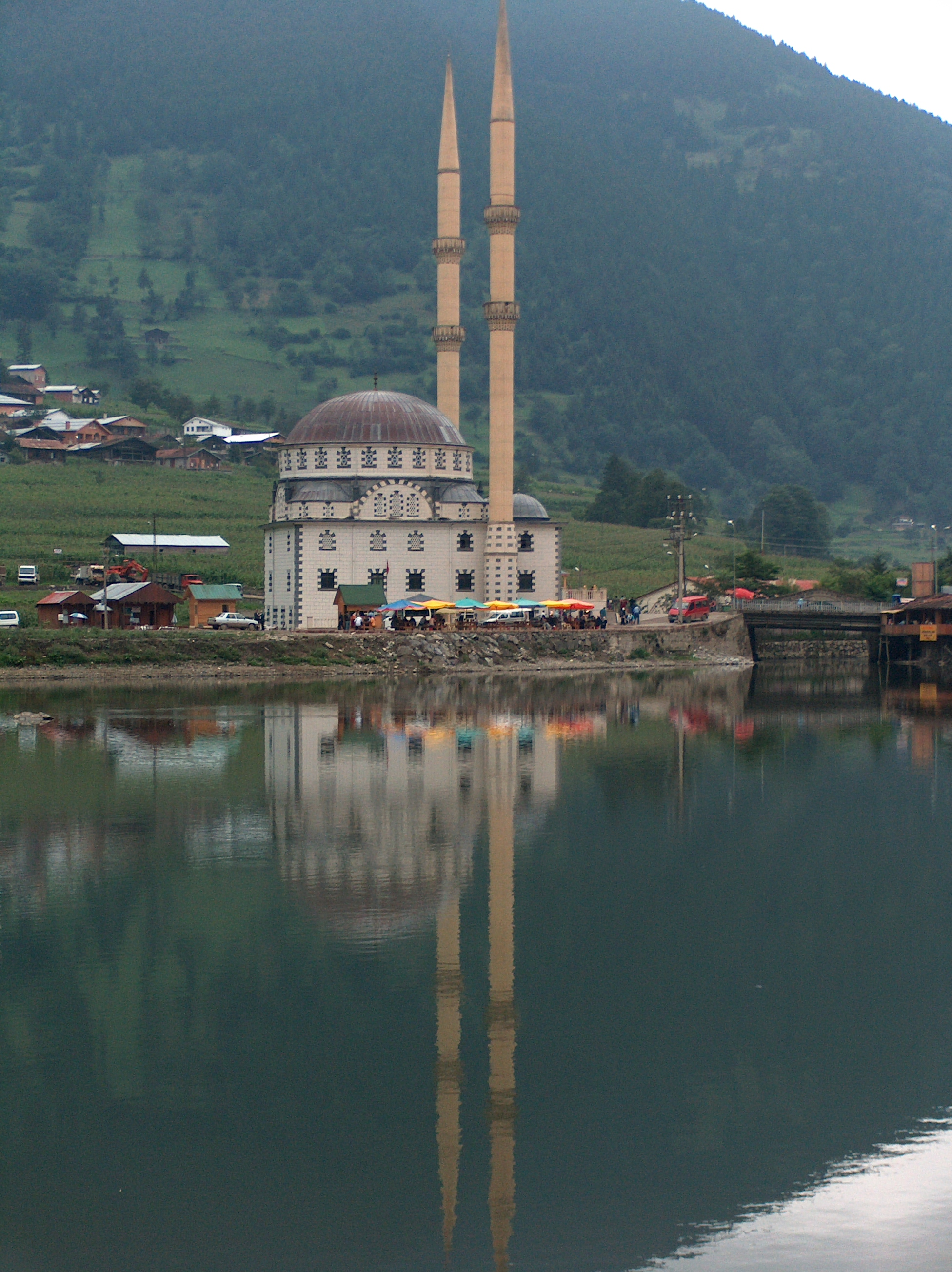
مسجد قرية «أوزنغول» في مدينة طربزون الواقعة في شمال شرق تركيا

### أماكن مميزة
قرية «أوزنغول» في مدينة طربزون الواقعة في شمال شرق وفيها مسجد قرية أوزنغول
«دير سوميلا» ضمن جبال "بونتيك" في شمال تركيا إن الرهبان الذين استوطنوا هذا الدير قد تمتعوا بالشجاعة ليعيشوا على الحافة حرفيًا، لكن هذا الموقع النائي الواقع على مقربة من «طربزون» يتميز بطبيعة خلابة وجمال آسر، فتخيل أن تعيش على جرف بهذا الارتفاع مع إطلالة بهذه الروعة يقع «دير سوميلا» على جرف صخري بارتفاع 1200 متر قرب «طربزون» في تركيا، شُيد لأول مرة عام 386، وتمت توسعته إلى شكله الحالي في القرن الـ13.. عند وقوع المنطقة تحت الحكم العثماني عام 1461، حفِظ السلطان محمد الثاني حقوق الرهبان وسلامة الحجاج.

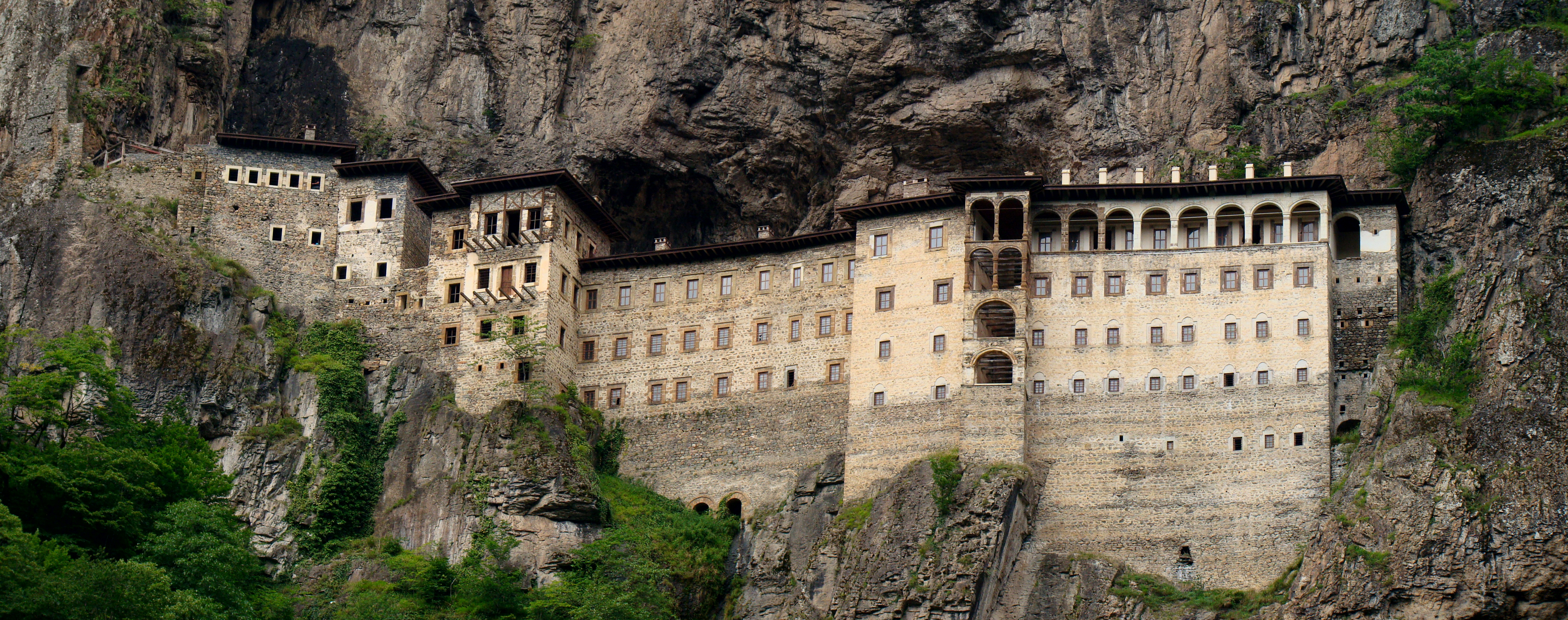
«دير سوميلا» ضمن جبال "بونتيك" في شمال تركيا قرب طربزون بارتفاع 1200 متر

## الثقافة
لا يزال الرقص الشعبي مشهوداً بكثرة في منطقة البحر الأسود. رقصة «الهورون» هي رقصة أصلية مشهورة في المدينة والمناطق المجاورة. يقوم بأدائها الرجال والنساء والصغار والكبار على حد سواء؛ في أوقات الاحتفالات عموماً وحفلات الزفاف المحلي والحصاد. في حين أن هناك تشابه برقص القوزاق الشعبي في حيويته إلا أنه من المحتمل أن رقص طربزون الشعبي يعود أصله إلى المنطقة الشرقية للبحر الأسود، والتي لديها تنوع مثير للإعجاب من الأغاني الشعبية.
يمتلك شعب طربزون سمعةً بتحفّظهم الديني وقوميتهم. عموماً يٌظهر الكثير من الطربزونيين شعور قوي من الولاء لعوائلهم وأصدقائهم ودينهم ووطنهم. قام أتاتورك باختيار حراسه من طربزون وجارتها جايرسون وذلك بسبب قدراتهم القتالية الشرسة وولائهم. خارج المساحة الحضرية نسبياً من طربزون الحقيقية وفي بعض أجزائها أيضاً، لا تزال التقاليد الريفية من الحياة القروية للبحر الأسود مزدهرة. يتضمن هذا الأدوار التقليدية للجنسين، المحافظة الاجتماعية، حسن الضيافة، السعي لمساعدة الغرباء، وفي كل الجوانب الإيجابية والسلبية لنمط حياة زراعية مثل: العمل الشاق، الفقر، روابط العائلة القوية، والقرب من الطبيعة.
عُرف شعب المنطقة الشرقية للبحر الأسود أيضاً بخفة دمهم وحسهم الفكاهي، في الحقيقة العديد من النكات في تركيا قيلت عن المواطنين الأصليين في منطقة البحر الأسود كارادينيز فيكرالاري (نكات البحر الأسود). شخصية تيميل وهي شخصية بوفون عالمية موجودة في الكثير من الثقافات، تشكل جزءاً مهماً من التقليد التركي الشفهي. ارتفع الملف الشخصي للمدينة بطريقة ما بين الدول المتحدثة للإنجليزية وذلك بسبب رواية ديم روز ماكولاي الأخيرة، أبراج طربزوند (1956م)، والتي لاتزال تطبع.

## الطعام
يعتمد الطعام المحلي في طربزون تقليدياً على السمك، خصوصاً سمك هامسي (أنشوفي أوربية طازجة، شبيهة بالإسبارتا البريطانية أو الإسميلت الأمريكي). تستهلك طربزون 20% من إنتاج تركيا للأسماك. تتضمن بعض الأطباق المحلية: الأككابات كوفت (كرات لحم ضأن ذو نكهة حارة، من منطقة أككابات)، كارادينيز بيديسي (خبز بيتا على شكل قارب، يُملأ عادة بلحمة مفرومة وجبنة وبيض)، كويماك (مخفوق جبن تركي يصنع بنشا الذرة وزبدة طازجة وجبنة)، فاكفكيبير إكميجي (خبز كبير ذو طابع بلدي)، تونيا تيريياقي (زبدة تونيا)، تافا مسر إكمجي (خبز ذرة ذو سمك كبير)، كارا لاهانا كورباسي (فاصوليا وحساء ملفوف). تافلان كافورماسي هو عبارة عن طبق من غار الكرز يقدم مع بصل وزيت زيتون. تشتهر طربزون أيضاً بالبندق. منطقة البحر الأسود في تركيا هي أكبر مصدّر للكرز والبندق في العالم، بالإضافة إلى مساحة كبيرة لإنتاج الشاي، كل هذا لعِب دوراً مهماً في الطعام المحلي.

## الرياضة
كرة القدم هي الرياضة الأكثر شهرةً في طربزون. أعلى النوادي الرياضية مرتبة في المدينة هو نادي طربزون سبور، كان حتى 2010 نادي كرة القدم الوحيد في الأناضول الذي فاز بالسوبر ليغ 6 مرات، والذي فاز به سابقاً (حتى لقب البطولة الأول لنادي طربزون سبور في موسم 1975-76) فقط أكبر ثلاثة نوادي في إسطنبول وهم: غلطة سراي ونادي فنربخشة ونادي بشكتاش. اضطر تعديل مصطلح «أكبر ثلاثة» - وهو مصطلح استخدم لعقود ليصف أكثر نوادي كرة القدم نجاحاً في تركيا – ليصبح «أكبر أربعة» نظراً للنجاح الذي حققه نادي طربزون سبور.
يُعد طربزون سبور واحد من أكثر النوادي التركية نجاحاً في الكؤوس الأوروبية، حيث تمكن من هزيمة العديد من الفرق الأوروبية البارزة مثل برشلونة، إنتر ميلان، ليفربول، أستون فيلا، أوليمبيك ليون.
يتضمن أشهر اللاعبين السابقين لنادي طربزون سبور: شينول غيونش، لارس أولسن، شوتا أرفيلادز.
استضافت طربزون النسخة الأولى من ألعاب البحر الأسود في يوليو 2007، كما استضافت المهرجان الأوروبي الصيفي للشباب الأوربي 2011.

## الموقع

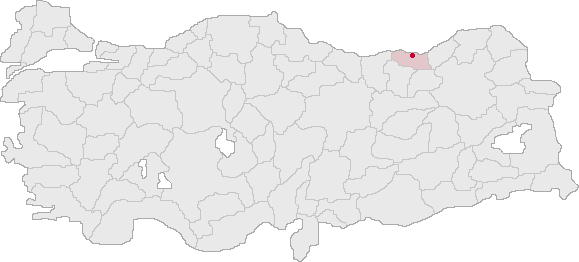
موقع مدينة طربزون

## معرض صور

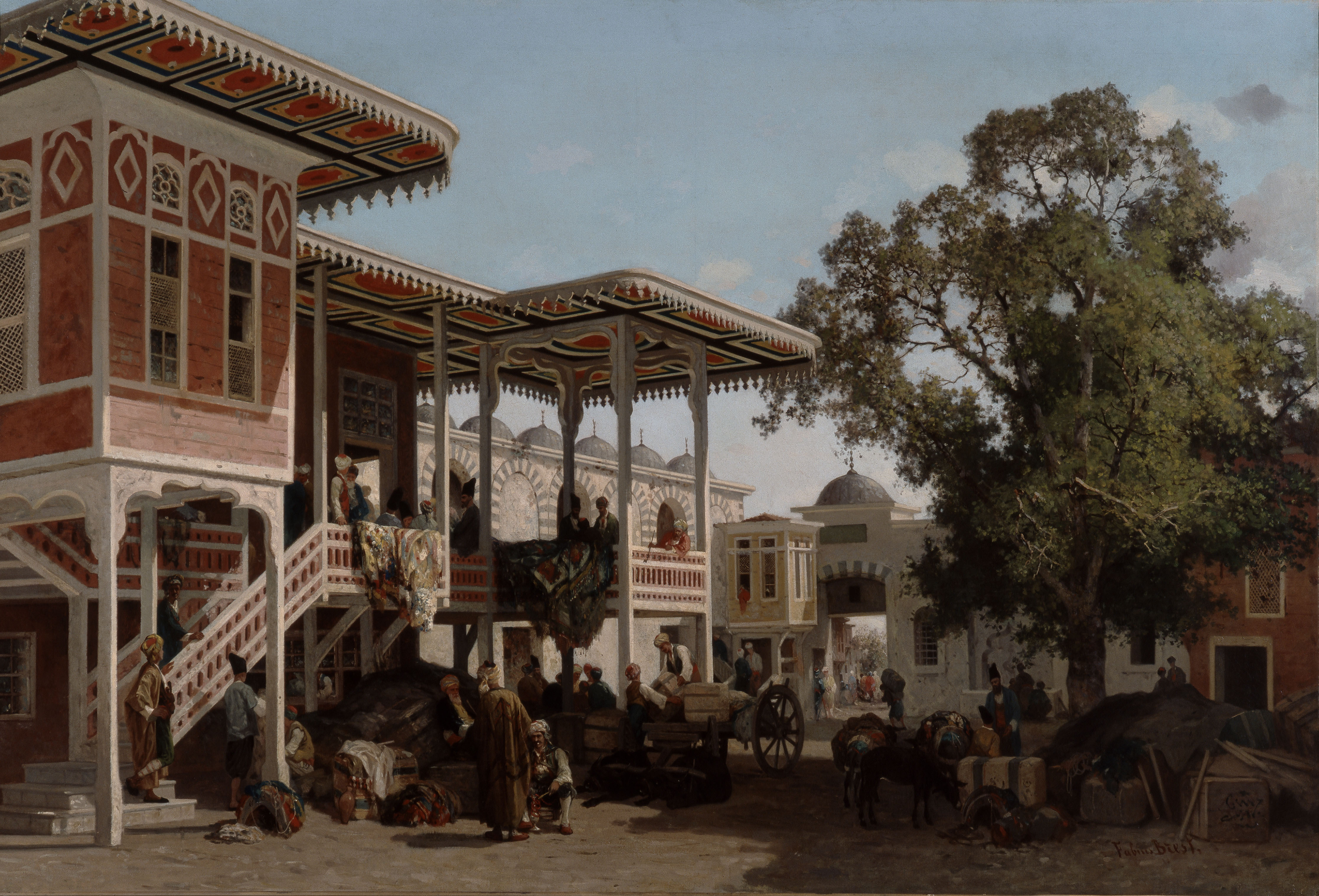
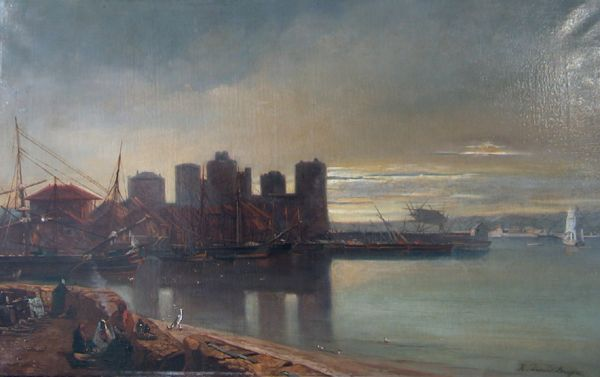
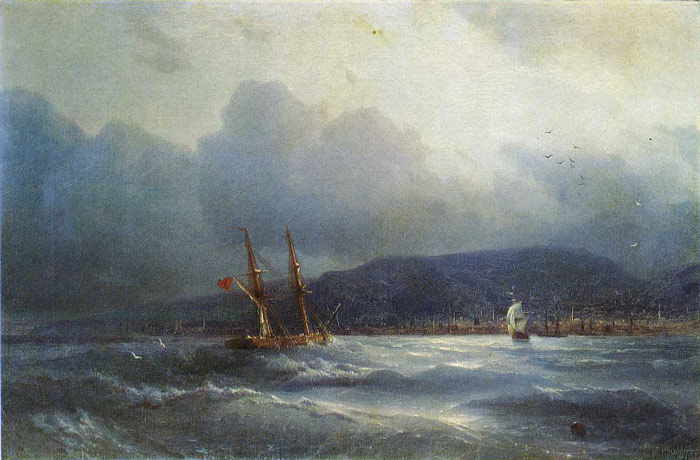
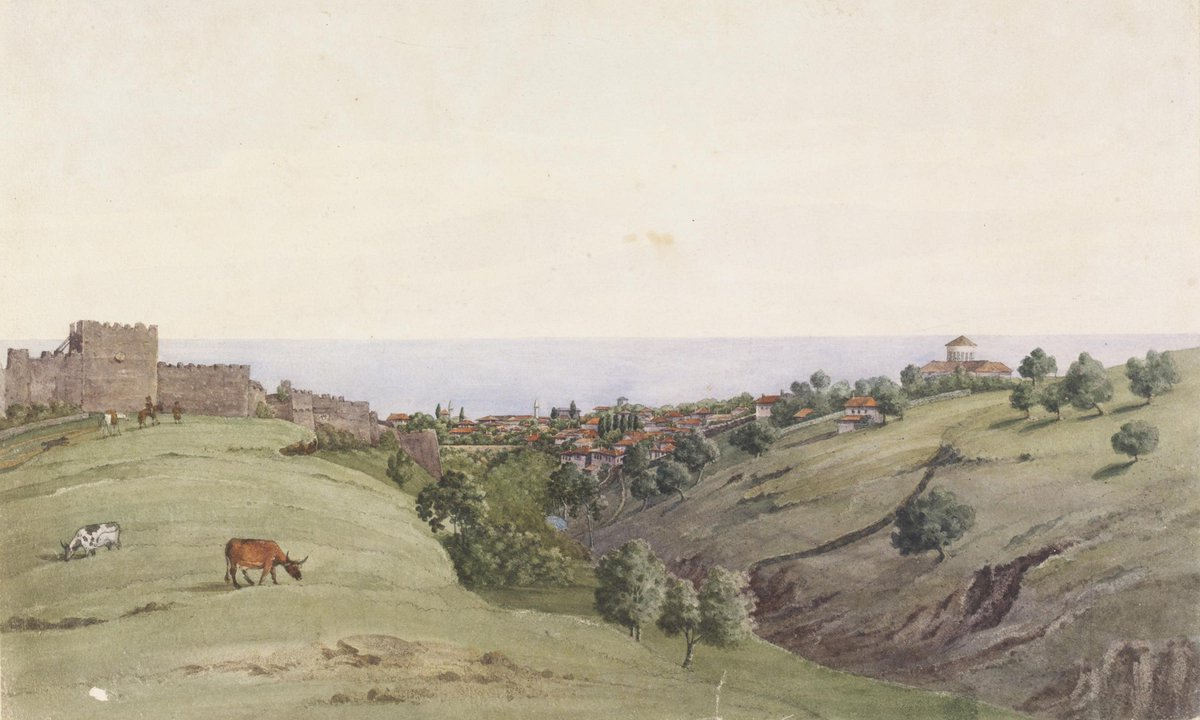
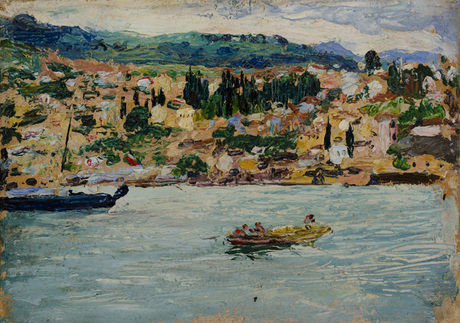
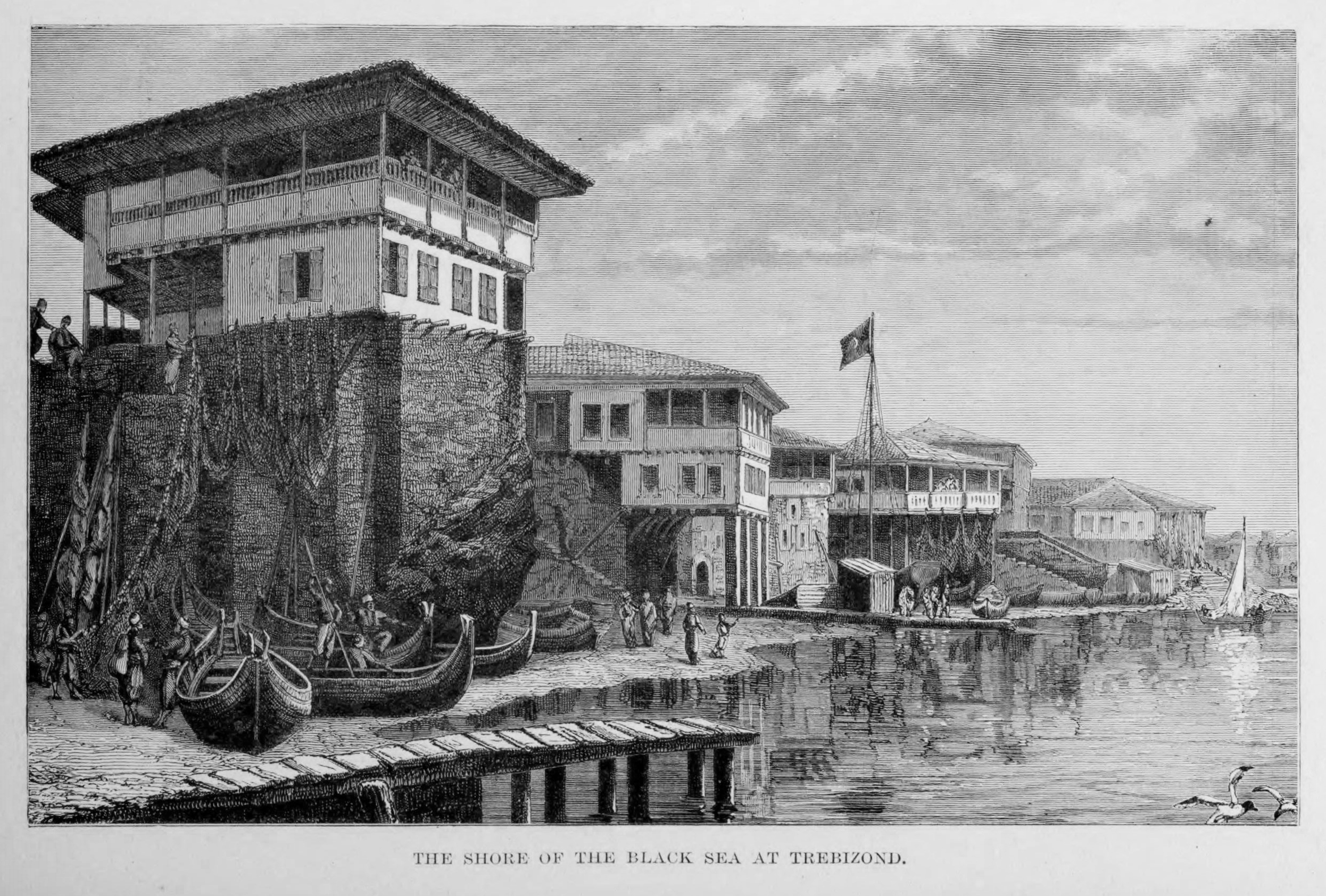
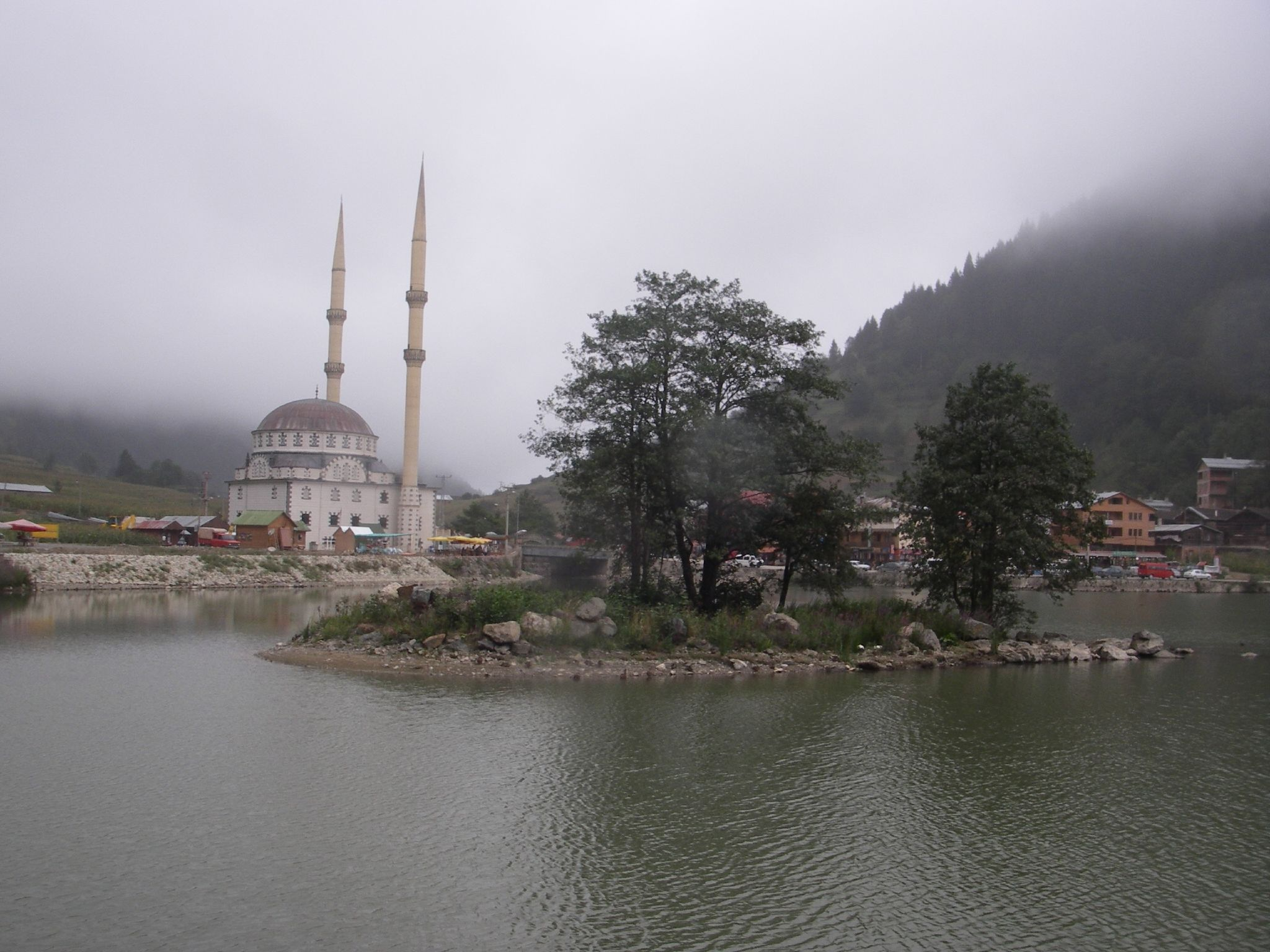
مسجد قرية "أوزنغول" في مدينة طربزون الواقعة في شمال شرق تركيا